# FM TOWNS マーティー

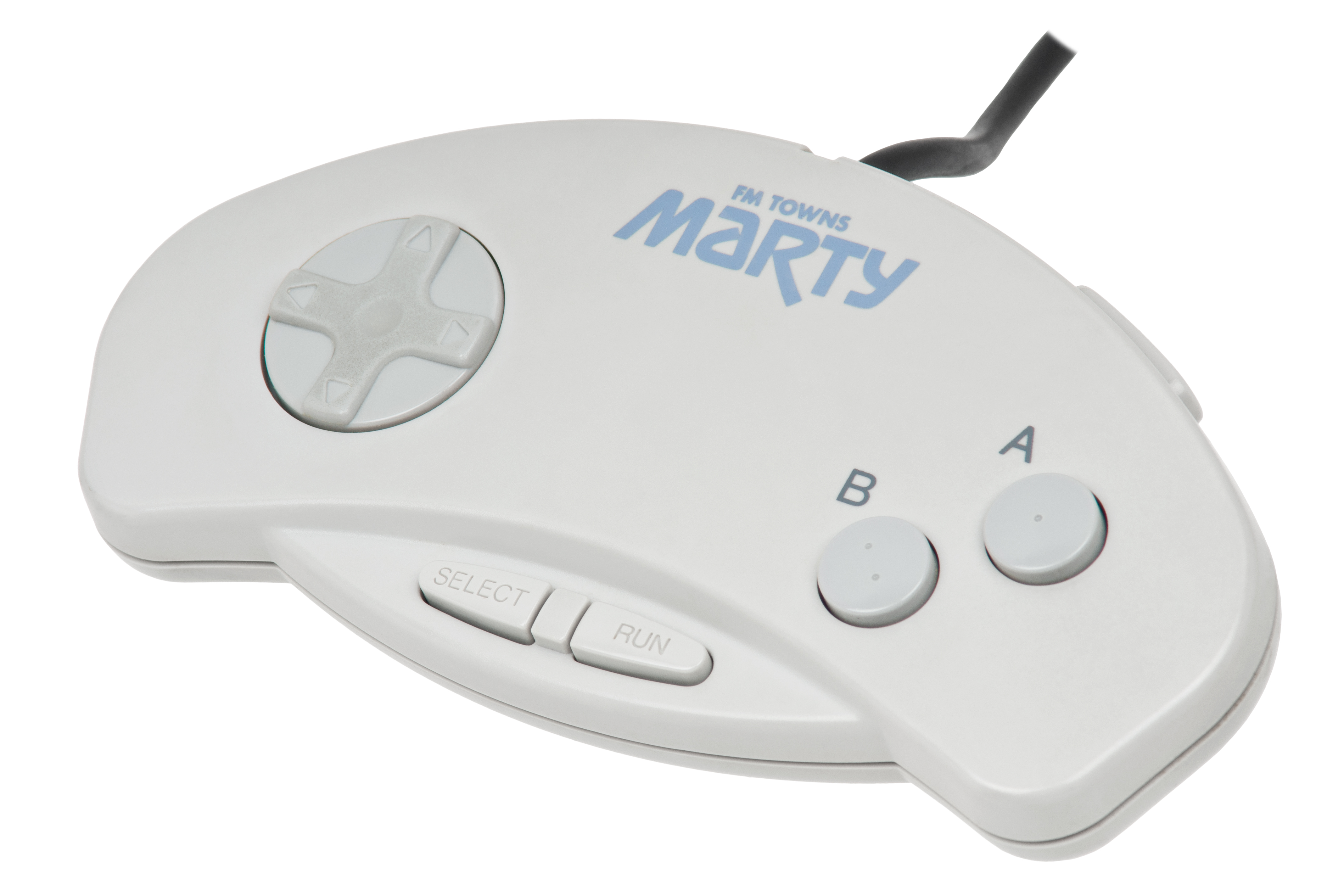
コントローラ

FM TOWNS マーティー（FM タウンズ マーティー、FM TOWNS MARTY）は、1993年2月16日に富士通が発表し、同月20日に発売したFM TOWNS系のコンシューマ向けマルチメディア機（CD-ROMプレイヤー）。
キャッチコピーは「マーティーにチャンネルを合わせろ」。イメージキャラクターはワニの「Mr.T」で、郵便局の簡易保険のCMにも登場していた。

## 概要
富士通が、「LIST方式」(Line Interpolation Scaning Technology)という画像処理技術を利用したビデオ信号チップ（ワンチップのスキャンコンバータ）を開発したことを受けて企画された。この技術により640×480ドット（VGA相当の画面解像度）の画像を一般のテレビで表示することが可能となった。それ以前にはテレビ接続するタイプのゲーム機やパソコンは320×240ドットの解像度を前提にするのが基本であった。
家庭用テレビへの接続に特化し小型化されたFM TOWNSである。本体色は白。CPUは80386SX（クロック周波数16MHz）相当品で性能的には初代FM TOWNS程度である。RGBの代わりにS端子を備える。
マウスの代わりに専用のジョイパッドを使って操作できる。パッドにはZOOMボタンがついており、対応ソフトではハード的に画面の拡大表示が可能である。キーボードは別売である。トップローディングのCD-ROMと3.5インチ2HDのFDDをそれぞれ一基ずつ搭載している。ほかにPCカードスロットがあり、本来はICメモリカード用のJEIDA4.0仕様ではあるが、専用のモデムカードを使用できた。背面には蓋がモールドされた拡張バスがある。
当初富士通ではテレビを意識して、対応ソフトを「番組」「チャンネル」と呼んでいた。

## ソフトウェア
FM TOWNS向けのCD-ROMソフトウェアの多くがそのまま利用できる、という触れ込みだった。ただし、マーティー発表時点で富士通より公表されていた通り、マーティー発売後のFM TOWNSタイトルは、ソフトのパッケージに「マーティー対応」という注意書きがないと使用できなかった。
なおマーティー発売後のFM TOWNSタイトルは、マーティー専用IPLが書き込まれたソフトウェアと、旧来のFM TOWNS用ソフトのIPLが書き込まれたソフトのみ、そのまま起動する。マーティー発売以後に発売された、FM TOWNS専用IPLが書き込まれたソフトは、マーティー本体のプロテクトにより起動しない。
マーティー発売以前に発売されていたTOWNSタイトル約660本のうち、約200本がマーティー対応で、新作ソフトを含めると発売時点で約250本のソフトがマーティー対応とされていた。
富士通としては、家庭用ゲーム機ビジネスを参考にした、ソフトウェアベンダが生産委託料などの名目で、ハードベンダにソフトの生産数に応じたライセンス料を支払うロイヤルティ徴収方式のビジネスモデルを描いていた様である。

## 反響

### 売上台数
ゲーム機に対抗できる簡易なゲーム用パソコンというスタンスであり、当初、発売から3年で販売台数100万台という目標を立てていた。しかし、売り上げは低迷し、1993年12月末時点で、マーティーの累計出荷台数は4.5万台だった。
主な原因として下記が挙げられる。
- 搭載メモリの容量が2MBと当時でも小さかった。FM TOWNSのRAMは、初代モデル1を除けば標準で2MBであり、これがFM TOWNS規格としてのデファクトスタンダードだったものの、マーティは増設不可で、制限を受けるソフトウェアもあった。
- SCSIがなく、背面に拡張バスを一応備えながら蓋がモールドされていて本体を加工する必要があった。そのため、ハードディスクなどの拡張機器が出なかった。マーティ用の拡張ハードとしては、サードパーティーのアーバンコーポレーションからプリンタポート「MTPR-80」が発売された[7]のみである。
- 当時、普通のパソコンの中にも10万円を切る価格で販売されていた機種が存在していたが、それより低性能でありながら本体価格が9万8000円（税込みで10万円）と価格差が極小であり、ゲーム機として見ると高い設定価格であった。
- そもそもFM TOWNSにゲーム機市場に対抗できるようなキラーソフトがそう多くは出ていなかった。

### その後
翌1994年、本体価格を6万6000円に下げて色をグレーにした「マーティー モデル2」の投入も行われた。しかし性能的には何も変わっておらず、不調に終わった。その後マーティーは中古ショップに積まれたが、それでもあまり売れた気配はなかった。
マーティーの突然の発表と失敗は、一時は堅調になってきたかと思われたFM TOWNSの市場に、逆に水をさしてしまった。また、当時流行していた「マーフィーの法則」にひっかけて、「売れる可能性のない物は売れない」＝「マーティーの法則」とも揶揄された。ただし価格さえ見合えばアダルトゲームには最高の環境、という話も聞かれた。
1995年、FM TOWNS唯一のラップトップモデルとして教育市場向けに「FM TOWNSII モデルSN」が発売された際、これこそが本来マーティーのあるべき姿であったという記事もみられた。但しSNは本体価格52万8000円とマーティーと比較するとかなり高額な価格設定であった。

#### カーマーティー
1993年10月のモーターショーにて、カーナビゲーション機能を備えたカーマーティー（CAR MARTY）が発表され、1994年に富士通テンから発売された。富士通として初めてカーナビゲーション市場に参入し、当時としては初めて一方通行を考慮したルート検索が可能。ほかにも別売の3.5インチFDDでルート情報や地点登録、走行軌跡などを保存、交換が可能など現在のカーナビの原点というべき機能がいくつか見受けられた。もちろん、通常のマーティー向けのソフトウェアも動作する。カーナビのソフトウエアは専用PCカードに記録され、GPSアンテナは接続できないものの、ルート検索やコース編集等はFM TOWNSシリーズでも使用可能だった。
メニューキーを素早く2回押すと、画面上の自車のキャラクターが、レーシングカーから犬に変わる。